# Majken Johansson
Majken Emma Lillemor Johansson, född 7 augusti 1930 i Malmö, död 11 december 1993 i Engelbrekts församling i Stockholm, var en svensk frälsningssoldat, poet och översättare. Hon räknades under 1950-talet som medlem i den så kallade Lundagruppen.
Efter svåra uppväxtförhållanden bedrev hon akademiska studier i Lund. Majken Johansson vittnade med stor öppenhet om sin alkoholism och sin kristna omvändelse som följdes av inträde i Frälsningarmén. Hon kom att publicera sex diktsamlingar.

## Biografi

### Barndom och studietid
Majken Johansson föddes 1930 utom äktenskapet av en ung kvinna som arbetade som servitris i Malmö. Efter att ha flyttats mellan flera fosterhem placerades hon från ettårsåldern i en fosterfamilj där hon blev kvar till 1943. Fostermodern var dement och mentalt labil, vilket föranledde upprepade byten av bostad och framför allt en mycket otrygg tillvaro med gräl och misshandel. Fosterfadern stod däremot för trygghet.
Som 13-åring flyttade Majken Johansson till sin biologiska mor efter ett ingripande från barnavårdsnämnden. Efter krigsutbrottet 1939 vistades hon hos släktingar på landet i Småland under flera månader. Där lärde hon känna sina morföräldrar där särskilt mormodern Augusta förmedlade kärlek, ömhet och gudsfruktan och där varje kväll avslutades med familjeandakt.
Skolan blev en tillflyktsort från det oroliga fosterhemmet. Majken Johansson var duktig i skolan, och efter folkskolan fortsatte hon sina studier och tog realexamen 1947. Därefter började hon gymnasiestudier vid Katedralskolan i Lund. Gymnasiet läste hon in på två år och tog studenten våren 1949. Hösten samma år började hon sina studier vid Lunds universitet. Hon läste engelska, teoretisk filosofi, pedagogik och nordiska språk och avlade filosofisk ämbetsexamen 1954.

### Hälsoproblem och relationer
Sedan början av tonåren led Majken Johansson av ångest och återkommande skov av depression. Redan under gymnasietiden grundlade hon ett alkoholberoende som kom att prägla återstoden av livet. 1951 gjorde hon ett noga övervägt självmordsförsök. Efter avlagd akademisk examen flyttade hon till Stockholm, där missbruket fortsatte och ett nytt självmordsförsök följdes av en vistelse på Beckomberga mentalsjukhus. En viss stabilitet uppnåddes genom att en äldre arbetskamrat under en tid öppnade sitt hem för Majken Johansson och ordnade en anställning som korrekturläsare och översättare vid Norstedts förlag.
Genom en kontaktannons 1955 gjorde Majken Johansson bekantskap med en många år äldre, i yrkeslivet väletablerad kvinna. De inledde en kärleksrelation som stundtals var stormig och som fick ett dramatiskt slut genom kvinnans självmord ett år senare. Sorgen kom att sätta stor prägel på Majken Johanssons fortsatta liv och litterära produktion.

### Frälsningssoldat och sista år
1958 anslöt sig Majken Johansson till Frälsningsarmén. 1959–1960 genomgick hon frälsningsofficersutbildning och placerades för tjänstgöring i Alingsås. Johansson blev i och med sitt intensiva arbete inflytelserik i att "tvätta [...] bort tråk-och-präktstämpeln" på Frälsningsarmén, men hon var samtidigt en omstridd företrädare, delvis på grund av sitt missbruk.
Efter ett mentalt sammanbrott och sjukhusvistelser bodde hon under några år på Dalarö folkhögskola där Karin Hartman, som var en av skolans grundare, var verksam som rektor. Från 1970-talet och fram till Majken Johanssons död kom den sjutton år äldre Karin Hartman att utgöra hennes ständiga stöd och under många år bodde de tillsammans.
Från 1970-talet och framåt var Majken Johansson generös med intervjuer i såväl press som radio och TV och vittnade öppenhjärtigt om såväl sin tro som sin livshistoria. Hon var också efterfrågad och uppskattad diktuppläsare och kåsör.
De sista åren av sitt liv var Johansson nykter. Hon avled 1993 av toxisk kardiomyopati. Majken Johansson är gravsatt i minneslunden på Norra begravningsplatsen i Solna.

## Författarskap

### Tidigt skrivande
Majken Johansson började tidigt uttrycka sig i litterär form. Som 12-åring fick hon en dikt publicerad i en Malmö-tidning och blandat med dagboksanteckningar finns dikter från tonårstiden.
Under universitetsstudietiden var Majken Johansson aktiv i Litterära studentklubben i Lund. Till medlemmarna som senare kom att benämnas Lundagruppen hörde bland andra Göran Printz-Påhlson, Ingemar Leckius, Anna Rydstedt, Åsa Wohlin och Bo Strömstedt. Klubben gav ut den litterära årskalendern Vox och dess medlemmar medverkade också flitigt i studenttidningen Lundagård och i Malmötidningen Kvällsposten. I den litterära studentklubben provade de unga författarna nya poetiska uttrycksmedel med inspiration från modernisterna och tillämpning av "the new criticism" där man tog avstånd från termer som "form" och "innehåll". Ironi, stilbrytningar och lekfullhet kännetecknade gruppens poesi.

### Tidiga diktsamlingar
Debutsamlingen Buskteater (1952) kom till efter att Bonniers förlag uppmärksammat Majken Johanssons dikter i bland annat Vox. Diktsamlingen väckte positiv uppmärksamhet hos recensenterna som uppskattade den fräna, ironiska tonen. Den följande diktsamlingen I grund och botten (1956) präglas av pessimism, förtvivlan och smärta och mottogs också med uppskattning.
Andens undanflykt (1958) är dedicerad till S, kärlekspartnern som hade avlidit två år tidigare. Även i följande diktsamlingar förekommer "S" utan könsmarkering eller annat förtydligande.

### Efter omvändelsen
Efter Majken Johanssons omvändelse präglas hennes dikter av ett uttalat religiöst engagemang utan att hon har gjort avkall på sitt krassa sätt att relatera till svåra personliga erfarenheter med en ironisk ton vilket gör henne unik i den samtida poesin. Hennes akademiska bakgrund avslöjas genom citat och anspelningar. Många dikter har karaktär av collage där hon blandar högt och lågt och tar in såväl Frälsningsarméns traditioner med rytm och rim som bibelcitat och populärmusik. Eva Ström beskrev det så här: "Allt är konsekvent både i jubel och förtvivlan, halsbrytande och svidande intelligent och även i den djupaste sorgen vitalt. Ironi och slagdänga, ramsa och kalabalik, allvar och sorg sammanbinds av Majken Johanssons suveräna ordbehandling." Medias recensioner av Johanssons första verk efter omvändelsen var dock generellt sett smått hånfulla inför hennes poesi, men när hon fortsatte att publicera ändrades snart deras bemötande.
1967–1976 arbetade Majken Johansson på Stridsropets redaktion där hon gjorde intervjuer, skrev recensioner och översatte artiklar. Hon skrev också regelbundet krönikor, "Söndagstankar", i Svenska Dagbladet. Förutom diktsamlingar publicerade hon 1972 Från Magdala: fragment ur en självbiografi  som innehåller prosastycken och dikter och där hon beskriver såväl den svåra ångesten som sin omvändelse.
Den sista diktsamlingen Djup ropar till djup, 1989 kom efter nästan 20 års tystnad. Recensionerna var övervägande positiva.

## Eftermäle
Karin Hartman publicerade 2002 biografin Bottenglädjen. En bok om Majken Johansson.
2016 publicerade litteraturvetaren Paul Tenngart Otroheten och andra dikter som samlar Majken Johanssons opublicerade dikter från perioden 1972–1989. Varje dikt är försedd med utförlig kommentar. Dikterna beskrivs som uttrycksfulla och utlämnande avseende såväl erotik som den egna alkoholismen och erfarenheter från alkoholistvården. Tenngart ser Majken Johansson som en i raden av kvinnliga poeter med ironiskt uttryckssätt från Hedvig Charlotta Nordenflycht och Anna Maria Lenngren via Elsa Grave och Sonja Åkesson till Kristina Lugn.
Litteraturvetare Staffan Bergsten ser också både likheter och skillnader med Sonja Åkessons lyrik. Poeten Hanna Hallgren som själv har en bakgrund i Frälsningsarmén påtalar den feministiska sidan hos Majken Johansson och menar att det kanske inte var en slump att hon anslöt sig till just Frälsningsarmén – "... på 50-talet fanns det inget annat samfund där en kvinna kunde få en så framträdande roll som där."

### Egna böcker
- 1952 – Buskteater (Lilla lyrikserien 6) (Bonniers)
- 1956 – I grund och botten: dikter (Bonniers)
- 1958 – Andens undanflykt: dikter (Bonniers)
- 1965 – Liksom överlämnad: dikter (Bonniers)
- 1969 – Omtal: dikter (Bonniers)
- 1970 – Det sällsamma bekymret [nyutgåva för Svalans lyrikklubb av diktsamlingarna 1952–1965] (Bonniers)
- 1972 – Från Magdala: fragment ur en självbiografi (Bonniers)
- 1978 – Söndagstankar (Libris)
- 1989 – Djup ropar till djup: dikter (Bonniers)
- 2002 – Dikter [samlingsvolym med samtliga diktsamlingar] (Bonniers)
- 2016 - Otroheten och andra dikter (ellerströms)
- 2018 - Dikter [samlingsvolym med samtliga diktsamlingar] (Bonniers)

### Översättningar (urval)
- 1955 – H. E. Bates: Julifesten (The feast of July) (Bonniers)
- 1957 – Marjorie Stafford: Döden spelar grammofon (Death plays the gramophone) (Bonniers)
- 1957 – Charles Dickens: Mysteriet Edwin Drood (The mystery of Edwin Drood) (Natur & Kultur)
- 1958 – Laurence Sterne: En sentimental resa genom Frankrike och Italien av "Mr. Yorick" (A sentimental journey through France and Italy by "Mr. Yorick") (Natur & Kultur)
- 1958 – Oliver Goldsmith: Prästen i Wakefield (The vicar of Wakefield) (Natur & Kultur)
- 1964 – Lin Yutang: Juniper Loa: en roman (Natur & Kultur)
- 1965 – William Barclay: Kristus allena: studier över Kolosserbrevet (The all-sufficient Christ) (Gummesson)
- 1966 – Robert Fisker: Pelle Tufs på nya äventyr (Peter Pjusk på eventyr) (Diakonistyrelsen)
- 1966 – Thomas De Quincey: Soldatnunnan och Om mordet som skön konst (The Spanish military nun och Murder regarded as one of the fine arts) (Rabén & Sjögren)
- 1968 – Ellery Queen: Det egyptiska korsmysteriet (The Egyptian cross mystery) (Rabén & Sjögren)
- 1968 – Virginia M. Axline: Dibs söker sig själv: personlighetsutveckling genom lekterapi (Dibs in search of self) (Rabén & Sjögren)
- 1977 – Flora Larsson: Oss emellan, Herre: dikter (Between you and me, Lord) (översatt tillsammans med Karin Hartman, FA-press)
- 1982 – Paula D'Arcy: Breven till Sarah: en ung mors väg genom lycka och sorg (Songs of Sarah) (Harrier)

## Priser och utmärkelser
- 1953 – Boklotteriets stipendiat
- 1957 – Albert Bonniers stipendiefond för yngre och nyare författare
- 1958 – Stig Carlson-priset
- 1958 – Tidningen Vi:s litteraturpris
- 1964 – Boklotteriets stipendiat
- 1965 – Sveriges Radios Lyrikpris
- 1965 – Deverthska kulturstiftelsens stipendium
- 1969 – Litteraturfrämjandets stipendiat
- 1970 – De Nios Stora Pris
- 1972 – Irma och Einar Forseths Kulturpris
- 1975 – Sydsvenska Dagbladets kulturpris
- 1989 – Sten Hagliden-priset